# 西北河
西北河是黑龙江省通河县境内的一条河流，为松花江的支流。
发源于通河县北部，白砬子山东南坡。流向东南，于新发屯转向东北，在本县清河镇注入松花江左岸。全长74公里。丰水期水面宽425米，水深2.8米、流速3.1米/秒；枯水期水面宽38米，水深0.9米，流速0.6米/秒。